# 챔프카

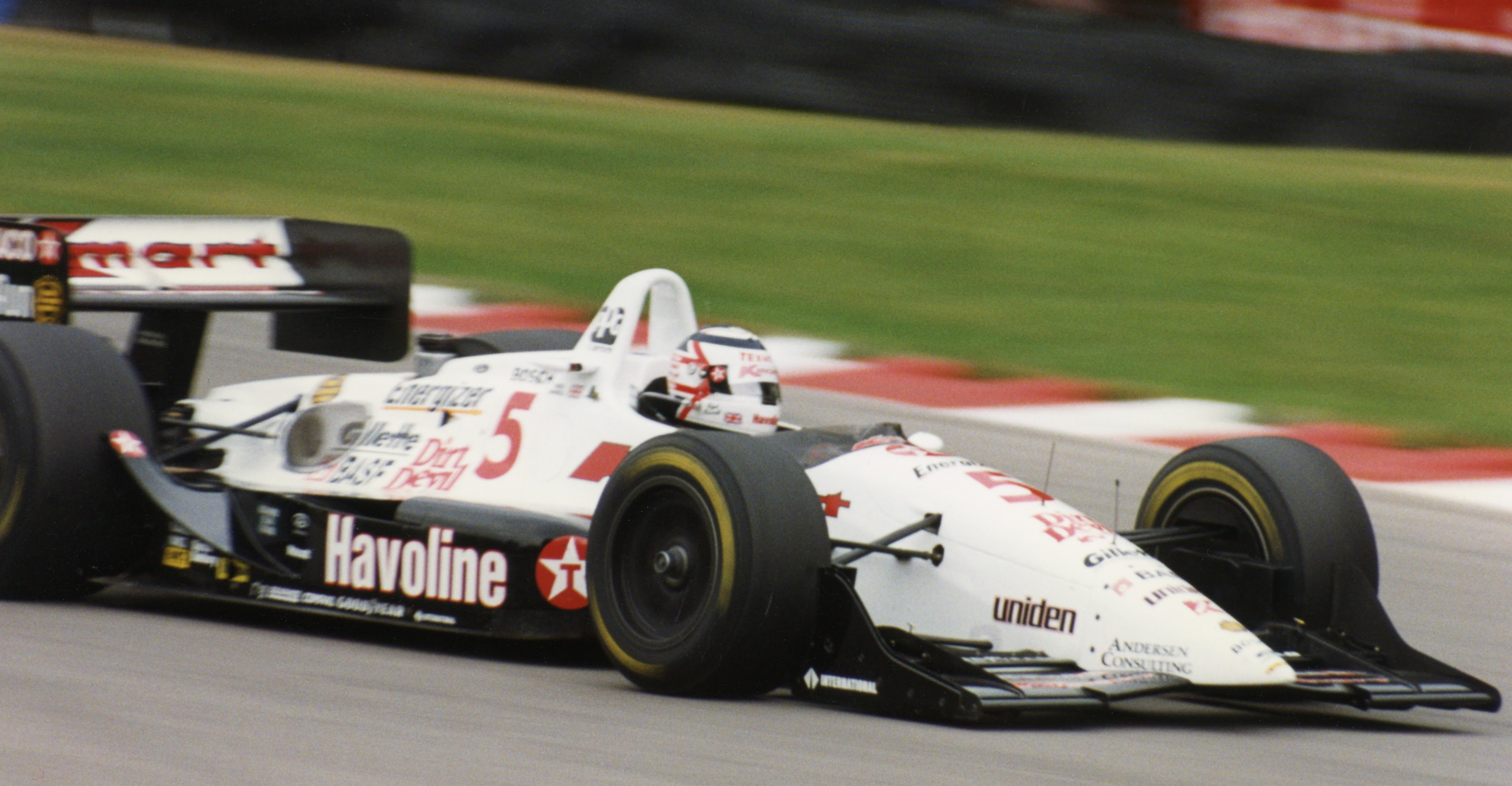
1993년 챔프 카 경주에서의 나이절 맨셀(Nigel Mansell)

챔프카(Champ Car)는 "Championship Car"의 축약어로 아메리칸 챔피언십 카 레이싱(American Championship Car Racing)에서 오랫동안 사용되어 왔던 경주용 자동차의 한 등급을 가리키는 말이지만, 지금은 미국의 오픈휠 자동차 경주 대회인 챔프카 월드 시리즈(CCWS)를 가리키는 이름으로 사용되고 있다. 챔프카 월드 시리즈는 2003년까지 CART(Championship Auto Racing Teams)란 이름을 사용하였고, 하부 대회로 CART PPG 인디카 월드 시리즈와 CART 페덱스 챔피언십 시리즈가 있다.
2005년 들어서 챔프카는 브리지스톤이 제공하는 포드 후원의 챔프카 월드 시리즈 대회의 공식 명칭이 되었다.
챔프카는 주관업체를 의미하기도 하는데, 2004년 이전에는 CART(Championship Auto Racing teams Inc.)가 주관업체였다. CART는 챔프카와 인디카 등 USAC 주최의 이벤트 대회에 참가했던 참가자들이 1978년 설립했다. 미국 인디애나주 인디애나폴리스에 본부를 두어 활동을 했으나 지금은 파산 상태이다. 주관업체인 챔프카는 챔프 카 월드 시리즈와 토요타 아틀란틱 챔피언십을 주관하고 있다.

## 차량 규격
챔프카는 터보차저가 장착된 포드의 2,650cc 배기량의 V8 엔진에 메탄올 연료를 사용한다. 보통 850마력(650킬로와트)의 힘을 가지고 있어 최고 속도가 시속 390킬로미터(240마일)에 이른다. 차체 길이는 4.8에서 5.1미터, 중량은 700킬로그램이며 축거는 3.0미터에서 3.2미터로 제한된다.

## 역대 우승자

### CART시즌 우승자: (1979년부터2003년까지)
- 1979년 -  미국 릭 미어즈(Rick Mears)
- 1980년 -  미국 조니 러더포드(Johnny Rutherford)
- 1981년 -  미국 릭 미어즈(Rick Mears)
- 1982년 -  미국 릭 미어즈(Rick Mears)
- 1983년 -  미국 릭 미어즈(Al Unser)
- 1984년 -  미국 마리오 안드레티(Mario Andretti)
- 1985년 -  미국 알 언서(Al Unser)
- 1986년 -  미국 바비 라할(Bobby Rahal)
- 1987년 -  미국 바비 라할(Bobby Rahal)
- 1988년 -  미국 대니 설리반(Danny Sullivan)
- 1989년 -  브라질 에머슨 피티팔디(Emerson Fittipaldi)
- 1990년 -  미국 알 언서 주니어(Al Unser Jr.)
- 1991년 -  미국 마이클 안드레티(Michael Andretti)
- 1992년 -  미국 바비 라할(Bobby Rahal)
- 1993년 -  영국 나이절 맨셀(Nigel Mansell)
- 1994년 -  미국 알 언서 주니어(Al Unser Jr.)
- 1995년 -  캐나다 자끄 빌레누르(Jacques Villeneuve)
- 1996년 -  미국 지미 배서(Jimmy Vasser)
- 1997년 -  이탈리아 알렉스 자나디(Alex Zanardi)
- 1998년 -  이탈리아 알렉스 자나디(Alex Zanardi)
- 1999년 -  콜롬비아 후안 파블로 몬토야(Juan Pablo Montoya)
- 2000년 -  브라질 질 데 훼한(Gil de Ferran)
- 2001년 -  브라질 질 데 훼한(Gil de Ferran)
- 2002년 -  브라질 크리스티아노 다 마타(Cristiano da Matta)
- 2003년 -  캐나다 폴 트레이시(Paul Tracy)

### 챔프카 월드 시리즈 시즌 우승자: (2004년부터)
- 2004년 -  프랑스 세바스티앙 부흐다이(Sebastien Bourdais)
- 2005년 -  프랑스 세바스티앙 부흐다이(Sebastien Bourdais)

## 대한민국에서의 챔프카
대한민국에서는 더레이싱코리아(The Racing Korea, TRK)사가 챔프카 월드 시리즈 2005 대회를 안산시 안산 스피드웨이에서 개최하려고 하였으나 자금난으로 인해 무산되는 사건이 있었다.

## 같이 보기
- 인디카 시리즈